# 我们来自同一座村庄
《我们来自同一座村庄》（希伯來語：אנחנו שנינו מאותו הכפר，Sheinu Meoto Hakfar）是以色列作曲家拿俄米·舍莫尔在1966年创作的一首纪念诗歌。歌曲讲述的是来自同一座村庄的两个朋友间的友谊，其中一人在战斗中阵亡。
此歌经常在以色列的阵亡将士纪念日现场和电台中播放。

## 背景
这首歌是纪念两个以色列士兵扎贝尔（希伯來語：זאב עמית）和约瑟夫·雷格夫（希伯來語：ויוסף רגב）。两人均出生于1927年，曾在同样的农场工作，在以色列独立战争中并肩作战，并均在“摩西·达扬”101伞兵团和摩萨德服役。1955年已有以色列诗人为两人创作诗歌。
1964年身在巴黎的拿俄米·舍莫尔得知了两人的事迹，并与约瑟夫·雷格夫见面，听他讲述两人在战斗中的友谊。1966年，在两人均在世的情况下，她创作了《我们来自同一座村庄》一诗（其中包含一人阵亡的段落），并在1967年出版。1969年此歌在歌唱艺术节上首次演唱。
在赎罪日战争中，扎贝尔自愿加入了阿里埃勒·沙龙领导在西奈半岛作战的143军团。1973年10月17日，扎贝尔被埃及军的炮弹击中身亡，诗歌中的段落成为了现实。

## 影响
- 1993年，以色列星期二电视网（希伯來語：רשת ג'）将其选为除《金色的耶路撒冷》外拿俄米·舍莫尔最受欢迎的歌曲之一。[3]

- 这首歌亦是2014年1月13日沙龙国葬上唯一一首被演唱的歌曲。[4]